# Perspective Voznessenski

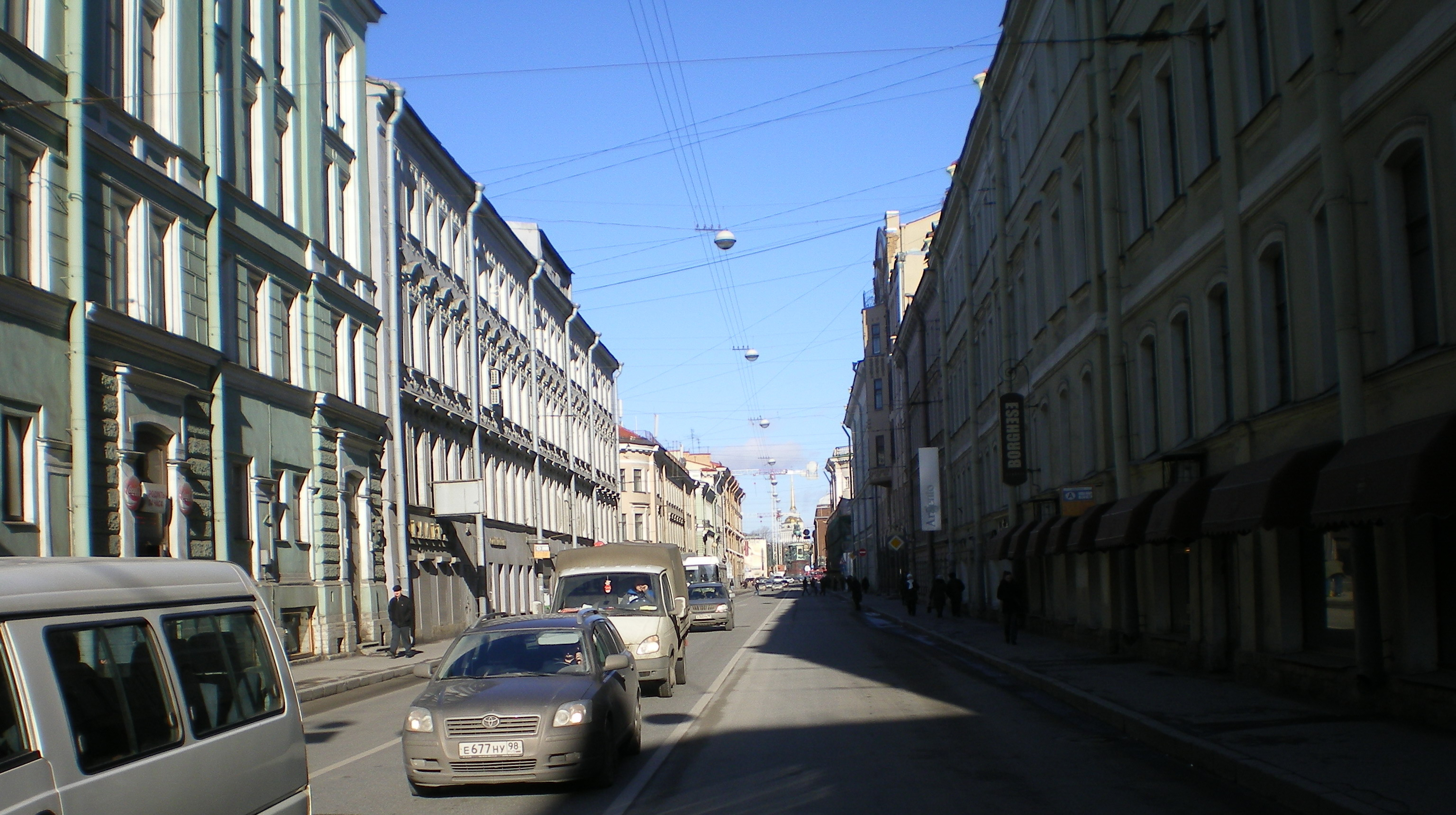

La perspective Voznessenski ou avenue Voznessenski (en russe : Вознесенский проспект) est une longue rue de 1,8 km située dans le district de l'Amirauté de Saint-Pétersbourg, en Russie. 

## Description
Traversant la place Saint-Isaac, la Moïka (pont Bleu) et le canal Griboïedov (pont Voznessenski), la rue s'étend de la perspective de l'Amirauté au pont Izmaïlovski en passant par la Fontanka, où elle se transforme en perspective Izmaïlovski. Selon le plan de la ville de 1737, le centre de Saint-Pétersbourg devait se développer le long de trois axes radiaux se rejoignant à la flèche de l'Amirauté : la perspective Nevski, la rue Gorokhovaïa et la perspective Voznessenski. En 1923-1991, la rue est nommée Maïorov Prospekt (Проспект Майорова) en l'honneur d'un éminent bolchevique tué pendant la guerre civile russe.

## Bâtiments remarquables
- Résidence Lobanov-Rostovsky